# Bremach

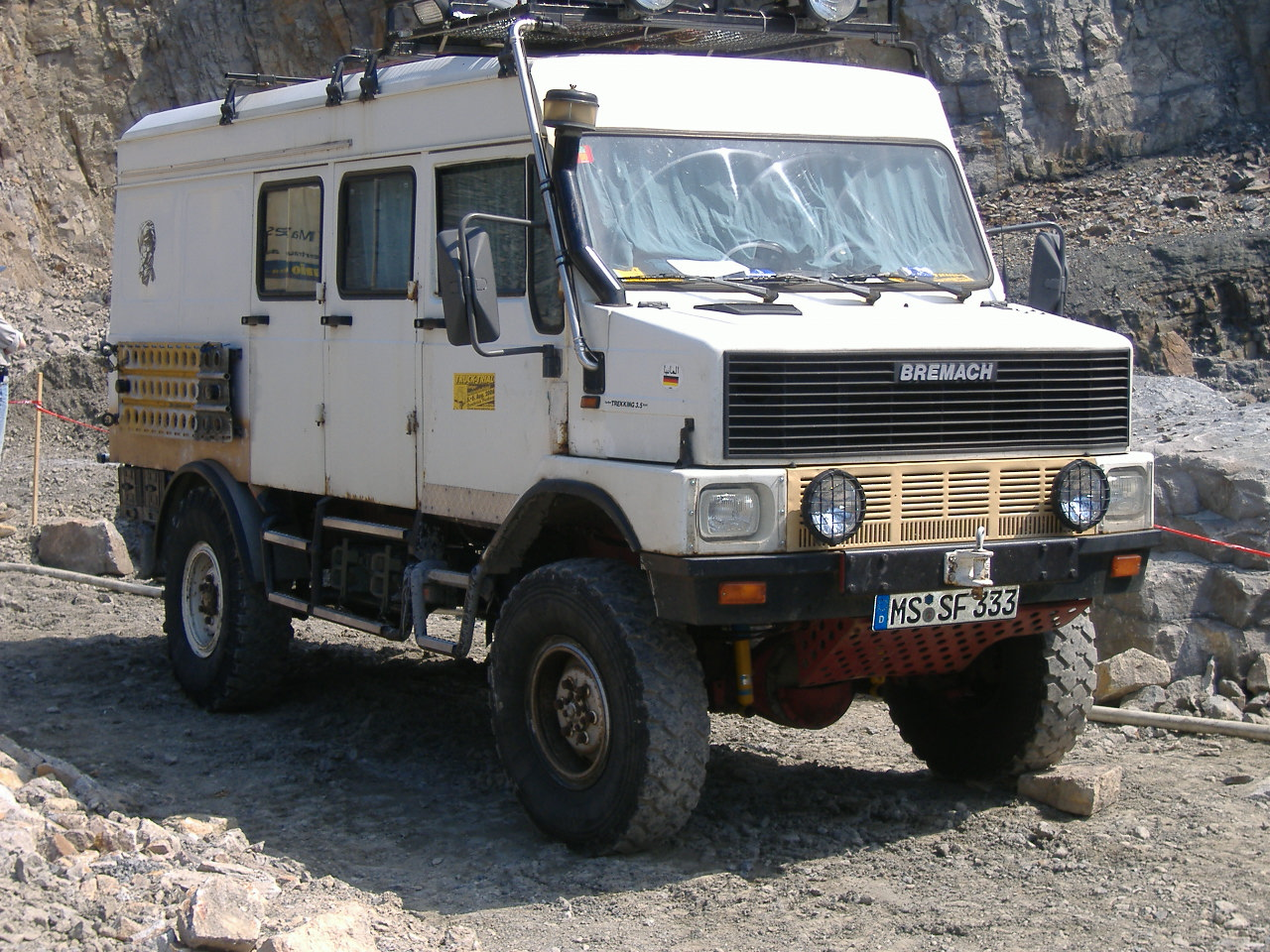
Älterer leichter Allrad-LKW 4×4

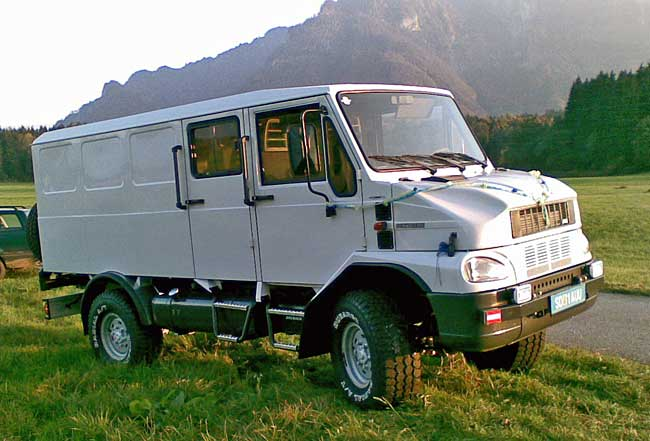
Kastenwagen Job (3,5–6 to) von 2007

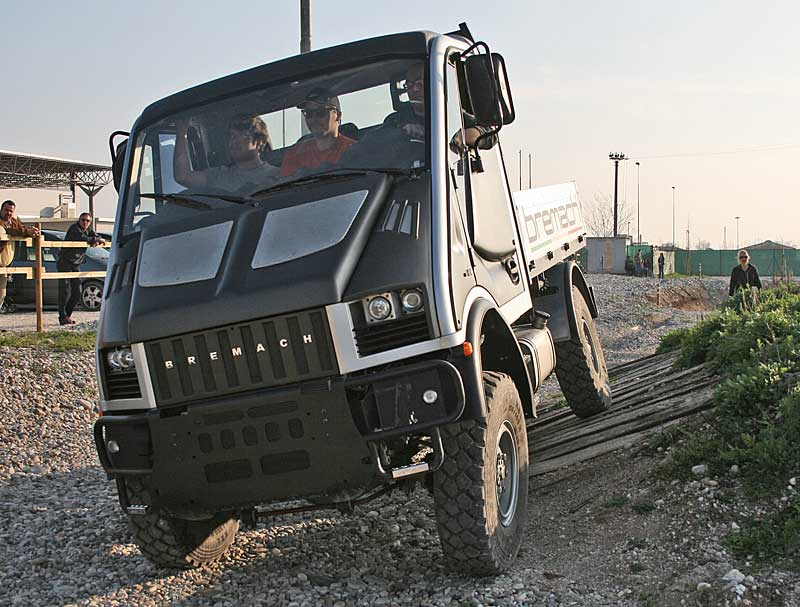
T-Rex-Prototyp

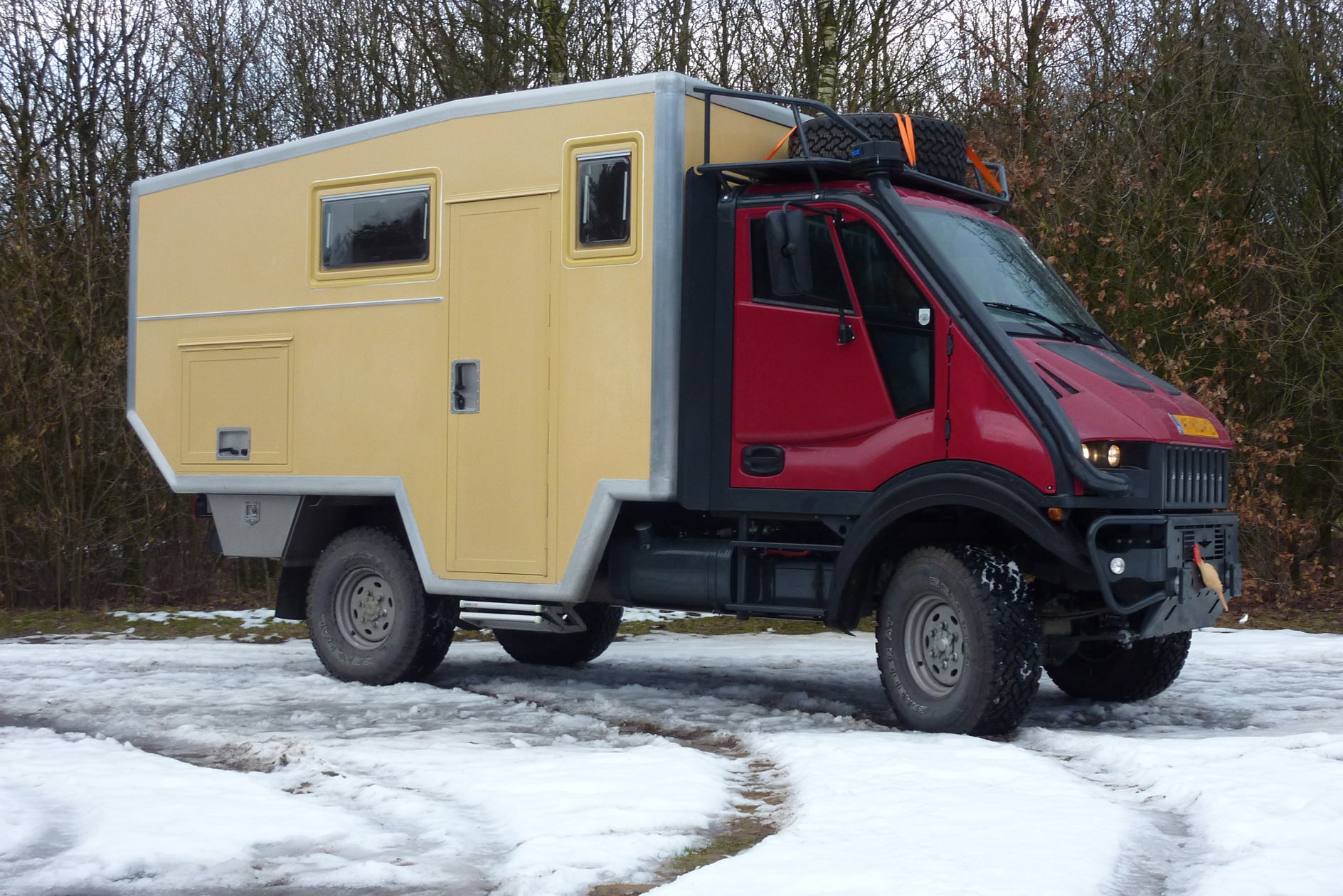
T-Rex-camper

Die Firma Bremach war ein italienischer Nutzfahrzeughersteller in Castenedolo (Provinz Brescia), 50 km westlich von Verona und dort der größte Kleinserienhersteller für Allrad-LKW. Die Jahresproduktion betrug ca. 500 Fahrzeuge und wurde primär für den Kommunal-, Baustellen- und Feuerwehreinsatz genutzt.
Die italienische Firma wurde nach Insolvenz im Jahr 2018 geschlossen. Doch der US-amerikanische Ableger Bremach Motors USA existiert weiterhin.

## Fahrzeuge und Typen
Die Allrad-LKW von Bremach wurden in erster Linie für den Einsatz als Kommunalfahrzeuge gebaut, wo sie aufgrund ihrer sehr kompakten Abmessungen (Breite ca. 1,7 m, Höhe ca. 2,5 m) im alpinen Gelände, aber auch in engen Siedlungen Vorteile gegenüber den Fahrzeugen anderer Hersteller wie Scam/Iveco und Unimog haben. Es konnten von den zwei Grundmodellen bis zu 240 verschiedene Fahrzeugvarianten gebaut werden. Durch unzählige Zusatzausrüstungen konnte für nahezu jeden Einsatzzweck eine Erweiterung bzw. ein Umbau bewerkstelligt werden.
Merkmal der LKW von Bremach war der äußerst verwindungssteife Leiterrahmen, bestehend aus Rohr-Längsträgern mit U-förmigen Unterzügen. Dieser Rahmen bleibt auch bei hoher Traglast und in schwerem Gelände stabil und machte aufwändige Zwischenkonstruktionen zur Kompensation der Torsion unnötig.
In Deutschland wurden Bremach-Fahrzeuge kurzzeitig in größerer Zahl im Braunkohle-Tagebau (Rheinbraun/RWE) eingesetzt. Sie erfreuen sich zwischenzeitlich aufgrund ihrer Geländegängigkeit und hoher Zuladung bei kompakten Außenabmessungen aber auch gewisser Popularität bei Fernreisenden, die den LKW als Basis für Expeditionsmobile nutzen.
Die Fahrzeuge wurden in Versionen mit 3,5–4,5 oder 6 Tonnen zulässigem Gesamtgewicht und mit Iveco-Motoren bis zu drei Liter Hubraum angeboten.
Seit 2008 gab es das komplett neu entworfene Modell T-Rex auf der Basis des 3,5-/6-Tonnen-Fahrgestells. Der T-Rex hat ein breiteres Fahrerhaus in Spaceframe-Bauweise und ist ergonomisch deutlich verbessert gegenüber dem Vorgänger Extreme. Nach und nach ersetzte der T-Rex den Extreme. Die Fahrgestelle waren mit Einzelkabine und Doppelkabine erhältlich.
Das Modell T-Rex wurde mittlerweile in größeren Stückzahlen von Russland und Saudi-Arabien für Militär und Polizei beschafft.
Seit 2010 besteht ein Ableger der Firma, Bremach Motors USA, in Chino, Kalifornien. Der OEM-Hersteller zeichnet sich dadurch aus, dass er den aus Italien importierten T-Rex mit einer Vielzahl verschiedener Antriebsquellen kombinierte. So gab es den T-Rex mit diversen großvolumigen Benzin- und Dieselmotoren aus amerikanischer Produktion, aber auch als Hybrid, und seit 2011 als reinen Elektro-LKW. Gerade letzterer hat medial in den USA Aufsehen erregt. Die geplanten Fahrzeuge gingen aber nicht über das Prototypen Stadium hinaus, es wurden nie Fahrzeuge im größeren Stil an Kunden ausgeliefert.
Derzeit, 2024, ist der Verkauf komplett sistiert da die Zusammenarbeit mit UAZ aufgekündigt wurde.

## Motorenprogramm
| Hersteller             | Iveco / Fiat Powertrain Technologies | Iveco / Fiat Powertrain Technologies | Iveco / Fiat Powertrain Technologies                         | Iveco / Fiat Powertrain Technologies |
| ---------------------- | ------------------------------------ | ------------------------------------ | ------------------------------------------------------------ | ------------------------------------ |
| Motortyp               | F1AE0481B                            | F1CE3481F                            | F1CE0481H                                                    | F1CE3481C                            |
| Abgasnorm              | Euro4                                | Euro4                                | Euro4                                                        | Euro5                                |
| Zylinder/Ventile       | Reihe 4/4                            | Reihe 4/4                            | Reihe 4/4                                                    | Reihe 4/4                            |
| Hubraum                | 2287 cm³                             | 2999 cm³                             | 2999 cm³                                                     | 2999 cm³                             |
| Bohrung × Hub          | 88 × 94 mm                           | 95,8 × 104 mm                        | 95,8 × 104 mm                                                | 95,8 × 104 mm                        |
| Kraftstoffaufbereitung | Common-Rail                          | Common-Rail                          | Common-Rail                                                  | Common-Rail                          |
| Leistung               | 85 kW (116 PS) bei 3800 min−1        | 107 kW (146 PS) bei 2800–3500 min−1  | 125 kW (176 PS) bei 3250–3500 min−1                          | 120 kW (170 PS) bei 3250–3500 min−1  |
| Drehmoment             | 270 Nm bei 1500–2750 min−1           | 350 Nm bei 1500–2700 min−1           | 400 Nm bei 1250–3000 min−1                                   | 400 Nm bei 1250–3000 min−1           |
| Bemerkung              | Turbolader mit Wastegate             | Turbolader mit Wastegate             | Turbolader mit variabler Turbinengeometrie, Multijet II, DPF | Dual-Stage-Twin-Turbo, DPF           |

## Geschichte
Hervorgegangen ist Bremach 1971 aus einer Kooperation, die ab 1945 zwischen der Firma Fratelli Brenna (Varese) als Hersteller für kleine Nutzfahrzeuge und der Motorradfabrik Aermacchi bestand und wurde 1956 unter dem Namen BREMACH S.r.l. gegründet. Die Firma Fratelli Brenna hatte vor 1945 kleine luftgekühlte Diesel mit 1,1 Liter Hubraum für Nutzfahrzeuge gebaut. Erstes Produkt war ein dreirädriger Lastkarren namens Motocarro Bremach. Ab 1983 wurden von Bremach leichte 4x4-Allrad-Nutzfahrzeuge mit Iveco-Motoren gebaut, die als Pritschen-Lkw mit Einzel- und Doppelkabine und als Transporter (Kastenwagen) lieferbar waren. Daneben gab es im Laufe der Zeit diverse kompakte 2x4-Transporter.
2003 erfolgte der Zusammenschluss mit dem italienischen Fahrzeugentwickler Darmak zur Pro.de-Gruppe, der inzwischen auch der Militärfahrzeughersteller Valsella Mechanicca angehört. Seither ist Bremach noch aktiver bei Neuentwicklung und Marketing.
Seit 2008 bestand eine Entwicklungs-Partnerschaft mit dem deutschen Wehrtechnik-Produzenten Krauss-Maffei Wegmann.
2015 wurde die Produktion der T-Rex Modelle an die Fa. Tekne verkauft, die BREMACH s.r.l. meldete Insolvenz an. Die Namensrechte liegen weiterhin bei der BREMACH s.r.l. während noch einzelne T-Rex bei Tekne s.r.l. gefertigt wurden.
Im Jahre 2018 wurde die Firma geschlossen.
Mittlerweile ist die Produktion von Bremach/Tekne Fahrzeugen überall eingestellt worden.